# Sarcophaga rapida
Sarcophaga rapida är en tvåvingeart som först beskrevs av Robineau-desvoidy 1830.  Sarcophaga rapida ingår i släktet Sarcophaga och familjen köttflugor. Inga underarter finns listade i Catalogue of Life.